# Karl von Wallhofen

Karl von Wallhofen (1831–1894). Photographie von Leopold Haase & Comp., Berlin. um 1877

Karl Matthias von Wallhofen (* 11. Juli 1831 in Rosenberg, Landkreis Kreuzburg O.S., Provinz Schlesien; † 5. September 1894 in Bad Wörishofen) war Rittergutsbesitzer und Mitglied des Deutschen Reichstags.

## Leben
Wallhofen war Rittergutsbesitzer in Golkowitz im Landkreis Kreuzburg O.S. Er schied als Major aus der Armee und heiratete 1876 Maria Reichsgräfin von Fürstenberg.
Von 1877 bis 1878 war er Mitglied des Deutschen Reichstags für den Wahlkreis Regierungsbezirk Oppeln 8 (Ratibor) und die Deutsche Zentrumspartei.